# Seznam kanadskih poslovnežev
Seznam kanadskih poslovnežev.

## A
- Max Aitken (1879-1964)
- Izzy Asper (1932-2003)

## B
- Conrad Black (1944-)
- Samuel Bronfman

## C
- Robert Campeau
- Jack Kent Cooke
- Samuel Cunard, (1787-1865)
- Joseph Cunard

## D
- Paul Desmarais
- William Davidson (1740-1790)
- Craig Dobbin
- Sir James Dunn

## E
- Timothy Eaton (1834-1907)
- Bernie Ebbers

## F
- Alfred Fuller (1885-1973)

## G
- Milton in Nelson Good

## H
- Robert Herjavec

## I
- K.C. Irving

## J
- F. Ross Johnson (1931-2016)
- Ron Joyce

## K
- Izaak Walton Killam (1885-1955)

## L
- Victor Li
- Pete Luckett

## M
- William C. Macdonald (1831-1917)
- Louis B. Mayer (1885-1957)
- Harrison McCain
- Sam McLaughlin
- Simon McTavish  (1750-1804)
- John Molson (1763-1836)
- Peter Munk (1927-2018)
- Elon Musk (1971-)

## P
- Jimmy Pattison

## R
- F. David Radler (1942-)
- John Redpath
- Paul Reichmann
- John Roth

## S
- Lino Saputo (1937-)
- Isadore Sharp
- John F. Stairs, (1848-1904)
- Frank Stronach

## T
- E. P. Taylor
- Nat Taylor
- Roy Thomson (1894-1976)

## V
- Greg in Mac Voisin
- Sir William Cornelius Van Horne
- Greg in Mac Voisin

## W
- Jack Warner (1892-1978)
- Walter Wolf (1939-) (avstrijsko-nemško-slovensko-kanadski)

## Z
- William N. Vander Zalm (1934-) (nizozemsko-kanadski)